# Oratorio di San Giovanni Battista (Caldiero)
L’Oratorio di San Giovanni Battista è una chiesa sussidiaria della parrocchia di Caldiero, ubicata nell’omonimo comune, in provincia e diocesi di Verona; fa parte del vicariato dell'Est Veronese, precisamente dell'Unità Pastorale Pieve.

## Storia
L’edificio sacro risale al XV secolo e nacque come cappella soggetta alla locale pieve, forse l’attuale San Pietro in Colle.
Nel Cinquecento, complice anche l’aumento demografico della popolazione, si decise di trasferire la sede parrocchiale in San Giovanni Battista.
Tra il 1831 e il 1845 fu costruita la nuova parrocchiale di Caldiero, l’attuale, e, per realizzarne il sagrato e la scalinata, si decise di demolire parzialmente la chiesa di San Giovanni Battista, arretrandone la facciata.

Ultimata la costruzione del nuovo luogo sacro, la sede parrocchiale fu trasferita in esso mentre S. Giovanni Battista diventò un oratorio sussidiario.
La chiesa è attualmente dismessa e non adibita al culto

## Descrizione

### L’esterno
L’Oratorio presenta una facciata continua che è il frutto della parziale demolizione ottocentesca. Rivestita ad intonaco e rivolta ad ovest, presenta al centro un portale con timpano, oggi murato, rivolto verso il sagrato della nuova parrocchiale.

A sinistra vi è una finestra rettangolare con contorni in pietra, mentre sul lato sud sono presenti due ampie finestre strombate e, al centro, una cornice in mattoni di cotto di un’apertura oggi murata.

Sempre sul lato meridionale vi è un concio in pietra con volto scolpito.

### L’interno
Internamente l’oratorio presenta un’aula rettangolare, con capriate a vista e pavimento in quadrotte alternate di marmo rosso Verona e biancone posate a corsi diagonalmente.
Lungo le pareti laterali, che si presentano intonacate, vi sono due ampie nicchie con arco a tutto sesto, mentre sul fianco nord è collocato l’accesso che collega l’oratorio alla chiesa parrocchiale.
Il presbiterio, a base quadrata, è rialzato di un gradino, in pietra bianca, è di ampiezza minore rispetto alla navata e con volta a crociera. Il pavimento è costituito da piastrelle bianche e rosse in cemento disposte a scacchiera.

Non è più presente l’altare maggiore.
Sul lato sud è posto il locale utilizzato in origine come sacrestia, avente un ingresso diretto anche dall’esterno.

## Campanile

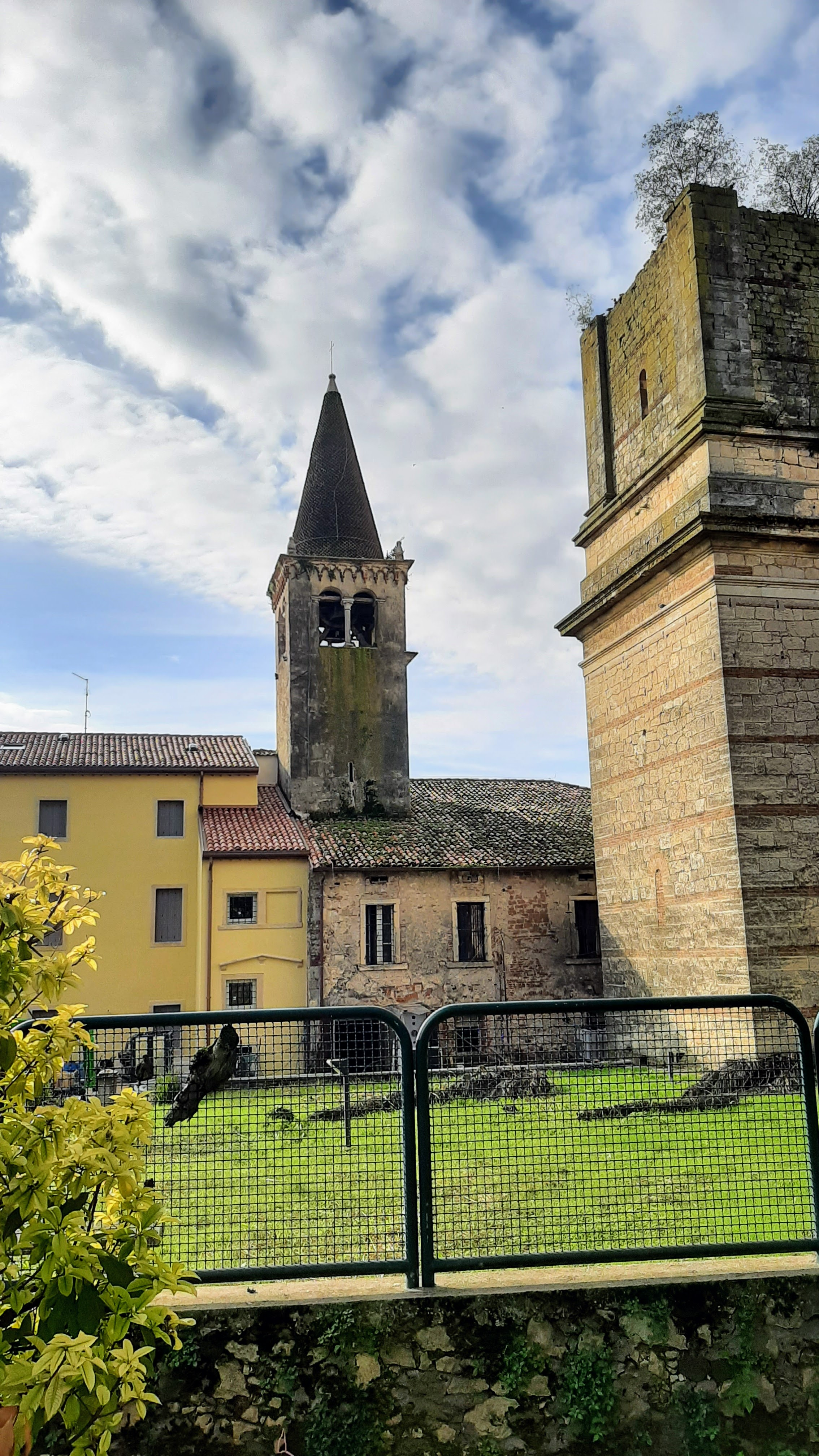
A destra il campanile incompiuto della nuova parrocchiale; a sinistra il campanile dell'oratorio di San Giovanni Battista, la vecchia chiesa parrocchiale.

Sul lato nord del presbiterio è collocato il campanile, risalente al XV secolo.

A pianta quadrangolare, presenta un fusto massiccio in pietrame misto e laterizio e una cella campanaria con una bifora per lato e con archetti pensili. La copertura conica è in laterizio; su di essa, al vertice, vi è una Croce metallica.
Il concerto campanario presente oggi sulla torre è composto da 3 campane in SOL3, montate veronese e suonabili manualmente, anche se attualmente (2024) ferme e sostituite da un amplificatore presente sulla nuova chiesa parrocchiale
Questi i dati del concerto:
1 – SOL3 – diametro 955 mm - peso 500 kg - fusa a Verona nel 1757 da Crespi di Cremona.
2 – LA3 – diametro 850 mm - peso 343 kg - fusa nel 1928 da Cavadini di Verona.
3 – SI3 – diametro 760 mm – peso 250 kg - fusa nel 1757 a Verona da Crespi di Cremona.